# Linaro
Linaro，一間非營利性質的開放原始碼軟體工程公司，主要的目標在於開發不同半導體公司系統單晶片（SoC）平台的共通軟體，以促進消費者及廠商的福祉。針對於各個成員推出的 ARM系統單晶片（SoC），它開發了ARM開發工具、Linux內核以及Linux發行版（包括 Android 及 Ubuntu）的主要自動建構系統。

## 歷史
由ARM、飞思卡尔、IBM、Samsung、ST-Ericsson 及德州仪器 (TI)等半導體廠商聯合，在2010年3月成立。2010年6月在台北對外宣布這個消息。預計在2010年11月，推出第一版以ARM Cortex-A 為核心的 SoC 進行效能優化的軟體工具。
2011年5月，推出LAVA (Linaro Automated Validation Architecture) 。

## 外部連結
- Linaro官方網站 （页面存档备份，存于）